# 청원경찰서구내 불상
청원경찰서구내 불상은 충청북도 청주시 청원구에 있다. 2015년 4월 17일 청주시의 향토유적 제143호로 지정되었다.

## 개요
청주시내 원도심 지역에 있었던 불상으로 청주의 불교문화 연구에 중요한 자료이다.

## 참고 문헌
- 우암동 석조여래좌상 - 디지털청주문화대전